# Abana tissa
Abana tissa är en insektsart som beskrevs av William Lucas Distant 1908. Abana tissa ingår i släktet Abana och familjen dvärgstritar.
Artens utbredningsområde är Ecuador. Inga underarter finns listade i Catalogue of Life.